# 须卜居次
须卜居次（？—23年），匈奴复株累若鞮单于和王昭君的女儿，又作伊墨居次，名云。嫁给须卜氏右骨都侯须卜当为妻，所以称为须卜居次，居次意为公主。
13年（新朝王莽始建国五年），乌珠留单于死后，须卜夫妻立呼韩邪单于之子咸为乌累若鞮单于。她主张与汉朝和亲，当时中原已经是新朝。14年（天凤元年），派人到西河郡虎猛县制虏塞（今内蒙古自治区准格尔旗）求见王昭君的哥哥之子和亲侯王歙，请皇帝王莽派王歙出使匈奴。15年，派儿子大沮渠奢至塞迎接新朝使臣，须卜当被王莽封为后安公，须卜奢被王莽封为后安侯。18年，须卜夫妻被王莽使者骗到匈奴边境，须卜当被立为须卜单于。匈奴单于大怒，屡出兵攻边，和亲关系破坏。